# Museo etnografico dell'Alta Valle Seriana
Il Museo etnografico dell’Alta Valle Seriana (MEtA) è un museo del comune di Ardesio, in provincia di Bergamo, di carattere etnografico e antropologico.
Istituito nel 1982 e riconosciuto come museo da Regione Lombardia nel 2004, in seguito al nuovo allestimento avviato nel 2012 il museo è suddiviso in tre sezioni (boscaioli e carbonai, minatori, filatura e tessitura) che ospitato oggetti che testimoniano le attività lavorative delle famiglie ardesiane. La collezione del museo raccoglie in particolare oggetti e documenti relativi all'estrazione mineraria e alla storia della miniera d'argento che ha caratterizzato la storia del comune di Ardesio.
Una quarta sezione del museo è ospitata nel centro del paese ed è costituita dalla riproduzione fedele di una casa rurale del Quattrocento con ricostruzioni della vita domestica, dell'artigianato e dell'agricoltura dell'epoca.
Una mostra permanente di opere scultoree e disegni dell'artista Luigi Fornoni completa la collezione del museo.